# (408832) 2001 QJ298
(408832) 2001 QJ298, também escrito como (408832) 2001 QJ298, é um objeto transnetuniano (TNO) que está localizado no cinturão de Kuiper, uma região do Sistema Solar. Ele é classificado como um cubewano. O mesmo possui uma magnitude absoluta de 6,2 e tem um diâmetro com cerca de 253 km.

## Descoberta
(408832) 2001 QJ298 foi descoberto no dia 21 de agosto de 2001 pelo astrônomo Marc W. Buie.

## Órbita
A órbita de (408832) 2001 QJ298 tem uma excentricidade de 0,042 e possui um semieixo maior de 43,916 UA. O seu periélio leva o mesmo a uma distância de 42,073 UA em relação ao Sol e seu afélio a 45,760 UA.